# Maurice Maréchal (dessinateur)
Pour les articles homonymes, voir Maurice Maréchal et Maréchal.
Maurice Maréchal, né le 6 juin 1922 à Waremme (province de Liège) et mort le 21 mars 2008 à Polleur dans la même province, est un professeur de lettres et auteur de bande dessinée humoristique belge.

## Biographie
Maurice Maréchal naît le 6 juin 1922 à Waremme. Il est le fils d'un professeur de dessin, il a un don inné pour le dessin. À 17 ans, il réalise des caricatures politiques. Maréchal passe chaque été un mois de vacances à Sauveterre-de-Rouergue, situé entre Albi et Rodez. Il devient professeur de lettres et cherche à arrondir ses fins de mois. La bande dessinée est un moyen d'y parvenir. Demeurant à Polleur, il va perfectionner sa technique en observant son voisin et ami Raymond Macherot et apprend les codes du genre. C’est en 1957 à l'âge de 35 ans que sa carrière de dessinateur professionnel commence quand, sur les conseils de Raymond Macherot, il se présente au bureau des Éditions du Lombard avec son projet sous le bras, une vieille dame baptisée Prudence Petitpas confrontée à des énigmes policières. Ce n’est pas un hasard s’il propose un personnage âgé. En effet, il a remarqué que tous les personnages à succès du Journal de Tintin sont des jeunes voire des enfants. Prendre le contre-pied absolu, voilà qui est nouveau et lui donne une chance d’être remarqué.
C’est Hergé, conseiller du journal, qui suggère à Raymond Leblanc de publier quelques planches. Prudence Petitpas sera présente dans Le journal de Tintin de 1957 à 1967 d’abord sous la forme de courtes histoires puis enfin d’histoires de 22 à 30 planches. Goscinny, Greg et Mittéï réaliseront le scénario de plusieurs histoires. Il se fait assister graphiquement par Pierre Seron. Cette série s’arrête en 1967, car Maurice Maréchal n’arrivait plus à mener de front sa carrière d’enseignant et sa carrière de dessinateur. Il publie encore deux récits dans Tintin Sélection en 1968 et 1969. 
Peu de temps avant sa mise à la retraite, il rencontre fortuitement Charles Dupuis au Petit Théâtre de René Hausman. L'éditeur n'aura pas de mal à le convaincre de retourner à sa planche à dessin le moment opportun. C’est donc en 1983, dès la fin de ses activités d’enseignant, qu’il va faire de nouvelles aventures à Prudence Petitpas (44 planches formant 5 histoires) dans Le journal de Spirou. Puis, il se consacre à la peinture et à la sculpture.
Son unique série est traduite en allemand, en arabe, en espagnol, en italien et en néerlandais et sera adaptée en dessin animé sous l'appellation Les Enquêtes de Prudence Petitpas.
Selon Henri Filippini, Maurice Maréchal conçoit une bande dessinée drôle et détaillée. Pour Patrick Gaumer, Maréchal laisse derrière lui une des séries les plus attachantes de la bande dessinée.
Il meurt le 21 mars 2008 à domicile à Polleur, à l'âge de 85 ans,. Les Éditions du Lombard publient la semaine de son décès l'intégrale Les Enquêtes de Prudence Petitpas. En septembre 2023, Kid Toussaint et Aurélie Guarino rendent hommage à Prudence Petitpas dans le Tintin numéro spécial 77 ans.

## Œuvres

### Albums de bande dessinée

#### Prudence Petitpas
- 1. Prudence Petitpas mène l'enquête, Le Lombard, coll. « Jeune Europe », Bruxelles, 1962
Scénario et dessin : Maurice Maréchal - Couleurs : quadrichromie, — réédition, coll. « Bédé Chouette »[9], 1986  (ISBN 2-8036-0587-2).
- 2. Prudence Petitpas et le zéro brillant, Le Lombard, coll. « Jeune Europe », Bruxelles, 1966
Scénario et dessin : Maurice Maréchal - Couleurs : quadrichromie

- 3. Gare aux ancêtres!, Le Lombard, coll. « Jeune Europe », Bruxelles, 1967
Scénario : Mittéï - Dessin : Maurice Maréchal - Couleurs : quadrichromie
- 4. Fusils pour Macao, Le Lombard, coll. « Jeune Europe », Bruxelles, 1967
Scénario : Mittéï - Dessin : Maurice Maréchal - Couleurs : quadrichromie
- Int. Les Enquêtes de Prudence Petitpas[10], Le Lombard, coll. « Les classiques du rire », Bruxelles, décembre 1995
Scénario : Mittéï, Greg, Maurice Maréchal - Dessin : Maurice Maréchal - Couleurs : quadrichromie -  (ISBN 2-8036-1197-X)
- Int. Prudence Petitpas mène l'enquête, Le Lombard, coll. « Millésimes », Bruxelles, mars 2008
Scénario : Mittéï - Dessin : Maurice Maréchal - Couleurs : quadrichromie -  (ISBN 978-2-8036-2380-8),Contient : Prudence Petitpas mène l'enquête, Prudence Petitpas et le secret des poissons rouges, Prudence Petitpas et le zéro brillant et Gare aux ancêtres !.

### Collectifs
- 35 ans du journal Tintin - 35 ans d'humour[11], Le Lombard, Bruxelles, septembre 1981
Scénario et couleurs : collectif - Dessin : collectif dont Maurice Maréchal,Préface de Raymond Leblanc.

### Collections publiques
10 œuvres de cet artiste sont conservées au Centre belge de la bande dessinée et font partie du patrimoine mobilier de la région Bruxelles-Capitale.